# Agios Georgios, Pafos
Ágios Geórgios är en ort i Cypern.   Den ligger i distriktet Eparchía Páfou, i den sydvästra delen av landet, 80 km sydväst om huvudstaden Nicosia. Ágios Geórgios ligger 177 meter över havet och antalet invånare är 118. Den ligger på ön Cypern.
Terrängen runt Ágios Geórgios är huvudsakligen kuperad. Ágios Geórgios ligger nere i en dal. Trakten runt Ágios Geórgios är ganska glesbefolkad, med 21 invånare per kvadratkilometer. Närmaste större samhälle är Geroskípou, 18,4 km väster om Ágios Geórgios. Trakten runt Ágios Geórgios är i huvudsak ett öppet busklandskap.
Medelhavsklimat råder i trakten. Årsmedeltemperaturen i trakten är 21 °C. Den varmaste månaden är juli, då medeltemperaturen är 32 °C, och den kallaste är januari, med 10 °C. Genomsnittlig årsnederbörd är 572 millimeter. Den regnigaste månaden är januari, med i genomsnitt 123 mm nederbörd, och den torraste är augusti, med 2 mm nederbörd.